# Boô-Silhen
Boô-Silhen település Franciaországban, Hautes-Pyrénées megyében. Lakosainak száma 319 fő (2022. január 1.). Boô-Silhen Agos-Vidalos, Argelès-Gazost, Ayros-Arbouix, Ayzac-Ost, Geu és Saint-Pastous községekkel határos.

## Népesség
A település népességének változása:
| Lakosok száma | 278  | 270  | 288  | 306  | 310  | 315  | 325  | 334  | 326  | 319  |
|               | 2010 | 2013 | 2015 | 2016 | 2017 | 2018 | 2019 | 2020 | 2021 | 2022 |